# برنهارد نونی
برنهارد نونی (استونیایی: Bernhard Nooni; ۱۰ فوریهٔ ۱۹۰۹ – ۸ مهٔ ۱۹۹۷) بازیکن فوتبال و بازیکن بسکتبال اهل استونی بود.
وی به‌همراه تیم ملی بسکتبال استونی در بازی‌های المپیک تابستانی ۱۹۳۶ شرکت کرده‌است.